# Cyclisme aux Jeux européens
Depuis les premiers Jeux européens en 2015, plusieurs épreuves de BMX, cyclisme sur route, cyclisme sur piste et VTT ont lieu durant la compétition. En voici les résultats.

## Résultats masculins

### Cyclisme sur route

#### Course en ligne
| Édition    | Or                | Argent        | Bronze      |
| ---------- | ----------------- | ------------- | ----------- |
| Bakou 2015 | Luis León Sánchez | Andriy Grivko | Petr Vakoč  |
| Minsk 2019 | Davide Ballerini  | Alo Jakin     | Daniel Auer |

#### Contre-la-montre
| Édition    | Or              | Argent          | Bronze            |
| ---------- | --------------- | --------------- | ----------------- |
| Bakou 2015 | Vasil Kiryienka | Stef Clement    | Luis León Sánchez |
| Minsk 2019 | Vasil Kiryienka | Nélson Oliveira | Jan Bárta         |

### Cyclisme sur piste

#### Kilomètre
| Édition    | Or          | Argent          | Bronze           |
| ---------- | ----------- | --------------- | ---------------- |
| Minsk 2019 | Tomáš Bábek | Francesco Lamon | Krzysztof Maksel |

#### Keirin
| Édition    | Or               | Argent      | Bronze         |
| ---------- | ---------------- | ----------- | -------------- |
| Minsk 2019 | Harrie Lavreysen | Rayan Helal | Denis Dmitriev |

#### Vitesse individuelle
| Édition    | Or               | Argent           | Bronze         |
| ---------- | ---------------- | ---------------- | -------------- |
| Minsk 2019 | Jeffrey Hoogland | Harrie Lavreysen | Denis Dmitriev |

#### Vitesse par équipes
| Édition    | Or                                                                                  | Argent                                                             | Bronze                                                           |
| ---------- | ----------------------------------------------------------------------------------- | ------------------------------------------------------------------ | ---------------------------------------------------------------- |
| Minsk 2019 | Pays-Bas Roy van den Berg Harrie Lavreysen Jeffrey Hoogland Nils van 't Hoenderdaal | France Grégory Baugé Rayan Helal Quentin Caleyron Quentin Lafargue | Grande-Bretagne Jack Carlin Jason Kenny Ryan Owens Joseph Truman |

#### Poursuite individuelle
| Édition    | Or           | Argent         | Bronze        |
| ---------- | ------------ | -------------- | ------------- |
| Minsk 2019 | Ivan Smirnov | Davide Plebani | Claudio Imhof |

#### Poursuite par équipes
| Édition    | Or                                                         | Argent                                                                                 | Bronze                                                                      |
| ---------- | ---------------------------------------------------------- | -------------------------------------------------------------------------------------- | --------------------------------------------------------------------------- |
| Minsk 2019 | Russie Gleb Syritsa Nikita Bersenev Lev Gonov Ivan Smirnov | Italie Francesco Lamon Carloalberto Giordani Davide Plebani Liam Bertazzo Stefano Moro | Suisse Théry Schir Robin Froidevaux Lukas Rüegg Claudio Imhof Nico Selenati |

#### Course aux points
| Édition    | Or                 | Argent               | Bronze               |
| ---------- | ------------------ | -------------------- | -------------------- |
| Minsk 2019 | Christos Volikakis | Jan-Willem van Schip | Dmitry Mukhomediarov |

#### Scratch
| Édition    | Or                 | Argent            | Bronze           |
| ---------- | ------------------ | ----------------- | ---------------- |
| Minsk 2019 | Christos Volikakis | Filip Prokopyszyn | Yauheni Karaliok |

#### Course à l'américaine
| Édition    | Or                                      | Argent                                    | Bronze                               |
| ---------- | --------------------------------------- | ----------------------------------------- | ------------------------------------ |
| Minsk 2019 | Suisse Robin Froidevaux Tristan Marguet | Pays-Bas Jan-Willem van Schip Yoeri Havik | Autriche Andreas Graf Andreas Müller |

#### Omnium
| Édition    | Or                   | Argent      | Bronze              |
| ---------- | -------------------- | ----------- | ------------------- |
| Minsk 2019 | Jan-Willem van Schip | Théry Schir | Daniel Staniszewski |

### BMX
| Édition    | Or           | Argent         | Bronze     |
| ---------- | ------------ | -------------- | ---------- |
| Bakou 2015 | Joris Daudet | Twan Van Gendt | David Graf |

### BMX Freestyle
| Édition                  | Or            | Argent           | Bronze        |
| ------------------------ | ------------- | ---------------- | ------------- |
| Cracovie-Małopolska 2023 | Kieran Reilly | Anthony Jeanjean | Declan Brooks |

### VTT
| Édition                  | Or            | Argent          | Bronze       |
| ------------------------ | ------------- | --------------- | ------------ |
| Bakou 2015               | Nino Schurter | Lukas Flückiger | Fabian Giger |
| Cracovie-Małopolska 2023 | Vlad Dascalu  | Lars Forster    | Luca Braidot |

## Résultats féminins

### Cyclisme sur route

#### Course en ligne
| Édition    | Or               | Argent               | Bronze               |
| ---------- | ---------------- | -------------------- | -------------------- |
| Bakou 2015 | Alena Amialiusik | Katarzyna Niewiadoma | Anna van der Breggen |
| Minsk 2019 | Lorena Wiebes    | Marianne Vos         | Tatsiana Sharakova   |

#### Contre-la-montre
| Édition    | Or             | Argent        | Bronze               |
| ---------- | -------------- | ------------- | -------------------- |
| Bakou 2015 | Ellen van Dijk | Hanna Solovey | Annemiek van Vleuten |
| Minsk 2019 | Marlen Reusser | Chantal Blaak | Hayley Simmonds      |

### Cyclisme sur piste

#### 500 mètres
| Édition    | Or             | Argent          | Bronze      |
| ---------- | -------------- | --------------- | ----------- |
| Minsk 2019 | Daria Shmeleva | Olena Starikova | Miriam Vece |

#### Keirin
| Édition    | Or                 | Argent              | Bronze         |
| ---------- | ------------------ | ------------------- | -------------- |
| Minsk 2019 | Simona Krupeckaitė | Shanne Braspennincx | Daria Shmeleva |

#### Vitesse individuelle
| Édition    | Or                 | Argent        | Bronze         |
| ---------- | ------------------ | ------------- | -------------- |
| Minsk 2019 | Anastasiia Voinova | Mathilde Gros | Daria Shmeleva |

#### Vitesse par équipes
| Édition    | Or                                                          | Argent                                      | Bronze                                                        |
| ---------- | ----------------------------------------------------------- | ------------------------------------------- | ------------------------------------------------------------- |
| Minsk 2019 | Russie Daria Shmeleva Anastasiia Voinova Ekaterina Rogovaia | Lituanie Simona Krupeckaitė Miglė Marozaitė | Pays-Bas Kyra Lamberink Shanne Braspennincx Hetty van de Wouw |

#### Poursuite individuelle
| Édition    | Or                 | Argent        | Bronze         |
| ---------- | ------------------ | ------------- | -------------- |
| Minsk 2019 | Tatsiana Sharakova | Marta Cavalli | Tamara Dronova |

#### Poursuite par équipes
| Édition    | Or                                                                    | Argent                                                                  | Bronze                                                                           |
| ---------- | --------------------------------------------------------------------- | ----------------------------------------------------------------------- | -------------------------------------------------------------------------------- |
| Minsk 2019 | Italie Elisa Balsamo Martina Alzini Marta Cavalli Letizia Paternoster | Grande-Bretagne Jessica Roberts Megan Barker Jennifer Holl Josie Knight | Pologne Katarzyna Pawłowska Justyna Kaczkowska Karolina Karasiewicz Nikol Płosaj |

#### Course aux points
| Édition    | Or            | Argent           | Bronze            |
| ---------- | ------------- | ---------------- | ----------------- |
| Minsk 2019 | Hanna Solovey | Verena Eberhardt | Jarmila Machačová |

#### Scratch
| Édition    | Or           | Argent          | Bronze        |
| ---------- | ------------ | --------------- | ------------- |
| Minsk 2019 | Kirsten Wild | Martina Fidanza | Hanna Tserakh |

#### Course à l'américaine
| Édition    | Or                                           | Argent                                    | Bronze                                   |
| ---------- | -------------------------------------------- | ----------------------------------------- | ---------------------------------------- |
| Minsk 2019 | Grande-Bretagne Jessica Roberts Megan Barker | Pays-Bas Kirsten Wild Amber van der Hulst | Russie Diana Klimova Mariia Novolodskaia |

#### Omnium
| Édition    | Or           | Argent             | Bronze        |
| ---------- | ------------ | ------------------ | ------------- |
| Minsk 2019 | Kirsten Wild | Evgenia Augustinas | Elisa Balsamo |

### BMX
| Édition    | Or                 | Argent          | Bronze          |
| ---------- | ------------------ | --------------- | --------------- |
| Bakou 2015 | Simone Christensen | Magalie Pottier | Aneta Hladikova |

### BMX Freestyle
| Édition                  | Or               | Argent         | Bronze      |
| ------------------------ | ---------------- | -------------- | ----------- |
| Cracovie-Małopolska 2023 | Iveta Miculyčová | Kim Lea Müller | Laury Perez |

### VTT
| Édition                  | Or            | Argent             | Bronze            |
| ------------------------ | ------------- | ------------------ | ----------------- |
| Bakou 2015               | Jolanda Neff  | Kathrin Stirnemann | Maja Włoszczowska |
| Cracovie-Małopolska 2023 | Puck Pieterse | Mona Mitterwallner | Sina Frei         |

## Tableau des médailles
Après 2023
| Rang  | Nation          | Or | Argent | Bronze | Total |
| ----- | --------------- | -- | ------ | ------ | ----- |
| 1     | Pays-Bas        | 9  | 9      | 3      | 21    |
| 2     | Russie          | 5  | 1      | 7      | 13    |
| 3     | Suisse          | 4  | 4      | 5      | 13    |
| 4     | Biélorussie     | 4  | 0      | 3      | 7     |
| 5     | Italie          | 2  | 5      | 3      | 10    |
| 6     | Grande-Bretagne | 2  | 1      | 3      | 6     |
| 7     | Tchéquie        | 2  | 0      | 4      | 6     |
| 8     | Grèce           | 2  | 0      | 0      | 2     |
| 9     | France          | 1  | 5      | 1      | 7     |
| 10    | Ukraine         | 1  | 3      | 0      | 4     |
| 11    | Lituanie        | 1  | 1      | 0      | 2     |
| 12    | Espagne         | 1  | 0      | 1      | 2     |
| 13    | Danemark        | 1  | 0      | 0      | 1     |
| 13    | Roumanie        | 1  | 0      | 0      | 1     |
| 15    | Pologne         | 0  | 2      | 4      | 6     |
| 16    | Autriche        | 0  | 2      | 2      | 4     |
| 17    | Allemagne       | 0  | 1      | 0      | 1     |
| 17    | Estonie         | 0  | 1      | 0      | 1     |
| 17    | Portugal        | 0  | 1      | 0      | 1     |
| Total | Total           | 36 | 36     | 36     | 108   |